# Pavel Rupar
Pavel Rupar, slovenski politik, * 21. maj 1960.
Rupar je nekdanji župan Občine Tržič in nekdanji poslanec Slovenske demokratske stranke (SDS).
Je predsednik stranke Glas upokojencev, ustanovljene januarja 2024.

## Življenje
Po izobrazbi je elektrotehnik. Najprej je delal v Iskri, pozneje pa je odprl zasebno prodajalno v Tržiču. 
S politiko se je začel dejavno ukvarjati leta 1994 in bil tega leta tudi izvoljen za župana Občine Tržič. Od leta 1996 je bil poslanec SDS, dokler ni 12. oktobra 2006 zaradi razbremenitve preiskave afere s podnajemnico, v kateri se je ugotovilo, da protikorupcijski komisiji ni sporočil podatkov o lastništvu dveh stanovanj, odstopil. Stranka je njegov odstop podprla. Tako je postal prvi poslanec, ki je zaradi preiskave suma kaznivega dejanja odstopil s tega položaja.
Proti njemu je bilo teh letih vloženih več ovadb zaradi zlorabe položaja in oškodovanja občinskega proračuna, v štirih je bil obsojen na pogojno kazen in vračilo protipravno pridobljenega premoženja, oktobra 2012 pa mu je sodišče prvič prisodilo tudi zaporno kazen. Leto kasneje je prvostopenjsko sodbo potrdilo tudi Višje sodišče v Ljubljani, s čimer je postala pravnomočna. Pred tem, avgusta 2013, je Rupar izstopil iz stranke SDS, razlogov za to dejanje javno ni razkril.
Leta 2018 se je vrnil v politiko in na lokalnih volitvah znova kandidiral za župana, tokrat kot neodvisni kandidat, a je v drugem krogu izgubil proti Borutu Sajovicu. Konec tega leta je postal član Slovenske ljudske stranke (SLS).
Februarja 2023 je s civilno iniciativo Glas upokojencev Slovenije organiziral protestni shod upokojencev pred Državnim zborom. Drugi shod se je odvil 1. marca, tretji 31. marca. Redni mesečni shodi so se odvili tudi 3. maja, 31. maja, 6. septembra, 18. oktobra, ko so zbrani z dvigi rok glasovali tudi o ustanovitvi nove upokojenske stranke, in 1. decembra. Iniciativa je konec junija 2023 obiskala tudi Bruselj, kjer sta jih sprejela evroposlanca Milan Zver in Romana Tomc.
20. januarja 2024 je bil v Ljubljani na ustanovnem kongresu nove stranke Glas upokojencev izvoljen za predsednika stranke.